# Појнт Реиз Стејшон (Калифорнија)
Појнт Реиз Стејшон (енгл. Point Reyes Station) насељено је место без административног статуса у америчкој савезној држави Калифорнија.

## Демографија
По попису из 2010. године број становника је 848, што је 30 (3,7%) становника више него 2000. године.
| Група             | 2000.       | 2010.       |
| Белци             | 714 (87,3%) | 660 (77,8%) |
| Афроамериканци    | 5 (0,6%)    | 7 (0,8%)    |
| Азијати           | 2 (0,2%)    | 10 (1,2%)   |
| Хиспаноамериканци | 76 (9,3%)   | 155 (18,3%) |
| Укупно            | 818         | 848         |